# Petrovo-Krasnosilia
Petrovo-Krasnosilia (en ucraniano: Петрово-Красносілля; en ruso: Петрово-Красноселье) es una ciudad ucraniana perteneciente al óblast de Lugansk. Situada en el este del país, hasta 2020 era parte del área municipal de Jrustalni, pero hoy es parte del raión de Rovenki y del municipio (hromada) de Jrustalni. Sin embargo, según el sistema administrativo ruso que ocupa y controla la región, Petrovo-Krasnosilia pertenece al municipio de Krasni Luch. Durante la era soviética y hasta 2016, cuando se cambió su denominación de acuerdo con las leyes de descomunización de Ucrania, se llamaba Petrovske (en ucraniano: Петровске; en ruso: Петровское, romanizado: Petróvskoye).
La ciudad se encuentra ocupada por Rusia desde la guerra del Dombás, siendo administrada como parte de la de facto República Popular de Lugansk y luego ilegalmente integrada en Rusia como parte de la República Popular de Lugansk rusa.

## Geografía
Petrovo-Krasnosilia está 45 km al suroeste de Lugansk.

## Historia
La historia de la ciudad comienza en la década de 1770, en 1790 el lugar se menciona como Petrovo-Krasnosele (en ruso: Петрово-Красноселье). Muchas tierras fueron recibidas por funcionarios extranjeros y oficiales que se mudaron. Así es como el oficial serbio Shterich fundó varias granjas, y aparecieron Shterivka (ahora el pueblo del municipio de Krasnolutsk), Ivanivka (estación de tren de Shterivka, municipio de Antratsit) y Petrovo-Krasnosilia. 
El desarrollo económico de la ciudad se caracteriza por la industria química. En 1896 se abre una fábrica de productos químicos en la ciudad, operado por una empresa ruso-francesa que fue aprobada por el zar Nicolás II el 17 de noviembre de 1895, la “Sociedad Franco-Rusa”. En 1929 pasó a llamarse "Pueblo de la fábrica de explosivos de Shterovsky", pero después recibió el nombre de Petrovski, en honor al revolucionario ucraniano Grigori Petrovski.
En 1938 Petrovo-Krasnosilia se convirtió en un asentamiento de tipo urbano.
Durante la Segunda Guerra Mundial, Petrovo-Krasnosilia fue ocupada por la Alemania nazi y las plantas químicas se trasladaron al este, hacia Solikamsk y Sterlitamak, en krai de Perm. El 2 de septiembre de 1943, el Ejército Rojo recuperó el sitio y en 1944 la Unión Soviética decidió reconstruir la fábrica. Al final de la guerra, la fábrica fabricó cargas para los famosos lanzacohetes de explosión Katiusha.
En 1959, el municipio recibió el nuevo nombre oficial de Petrovske y obtuvo bajo este nombre el estatus de ciudad en 1963.
En verano de 2014, durante la guerra del Dombás, los separatistas prorrusos tomaron el control de Petrovo-Krasnosilia y desde entonces está controlado por la autoproclamada República Popular de Lugansk.

## Demografía
La evolución de la población entre 1859 y 2022 fue la siguiente:
| 495                                                           | 522 | 9000 | 11 639 | 18 695 | 17 678 | 16 664 | 15 478 | 13 500 | 13 260 | 12 975 | 12 753 | 12 642 |
| (Fuente: Cities & Towns of Ukraine y UKRAINE: Größere Städte) |     |      |        |        |        |        |        |        |        |        |        |        |

Según el censo de 2001, la lengua materna de la mayoría de los habitantes, el 76,4%, es el ruso; del 22,4% es el ucraniano.

## Economía
La empresa principal es la Asociación Química Estatal que lleva el nombre de Petrovski. La industria principal es la industria química y petroquímica. La empresa procesa explosivos y todo tipo de polvos sin humo en productos para la producción de explosivos industriales y cargas para su uso en exploración sísmica, perforación y explotación de canteras.
Después del colapso de la URSS, la infraestructura social y la economía comunal de la ciudad de Petrovske, como la mayoría de las pequeñas ciudades de Dombás, decayó por completo.

## Infraestructura

### Transporte
Petrovo-Krasnosilia está comunicada por la estación de tren de Petrovenki, en la línea Debáltseve-Lijaya (Rusia).